# Miguel Febles Padrón
Miguel Febles Padrón fue un prominente babalawo cubano nacido el 28 de septiembre de 1910 y fallecido en el año 1986 a la edad de 76 años. Fue depositario de la tradición religiosa yoruba de Ifá llegada a Cuba desde la segunda mitad del siglo XIX, por lo que se considera uno de sus  máximos y principales exponentes.

## Primeros años
Miguel Febles Padrón fue integrante de una familia dedicada a la práctica religiosa de Ifá. Su padre, Ramón Febles Molina, fue asimismo un reconocido babalawo cubano, consagrado en el año 1887 por Ño Carlos Adé Bí Ojuani Boká. Su madre fue la olorisha América Padrón.
En el año 1919, las sacerdotisas Victoriana Rosarena y Timotea Albear consagran a Miguel Febles Padrón en el culto a los orishas, realizándole las ceremonias correspondientes al Orisha Shangó. Posteriormente, en el año 1920, es consagrado como sacerdote de Ifá por los babalawo Eulogio Rodríguez,  conocido como Tata Gaitán consagrado aproximadamente en la primera mitad de la década de 1880, y Bernabé Menocal, consagrado en el año 1880. De los rituales utilizados en la iniciación, se determinó que su Odu patrón sería Odi Ká (Odi Ika).
Fuentes orales señalan que un día, al regresar de la escuela primaria, le manifestó a su padre su voluntad de no volver a la escuela, y dedicarse a aprender Ifá. Su padre aceptó, y  Odi Ká demostró capacidades especiales para la memorización de pasajes y elementos contenidos en el extenso campo de recopilación de conocimientos de Ifá. Se cuenta que  muchas veces a manera de juego, sus adultos le pedían que les hablara de algún signo y si lo hacía bien, a cambio lo premiaban con algunas monedas.

## Disciplina de su sacerdocio
En los tiempos de su vida adulta, se dice que ninguna persona en el entorno religioso cubano, ni en los países a los cuales se extendió la diáspora,  se atrevía a contradecir, o señalar negativamente de forma pública la práctica religiosa de Odi Ká. En muchos aspectos, siempre se consideró a Miguel Febles Padrón como un continuador de la tradición yoruba heredada en América.  Sin embargo, era común encontrar personas que realizaban críticas veladas a su praxis, al punto que en un intercambio epistolar durante el año 1979, Miguel Febles Padrón escribió: 
"Tengo por costumbre, no hacerle caso a los enanos mentales que me calumnian y difaman, porque sé que los resentidos y frustrados no pueden ser justos además, sé que ningún religioso que me conozca le hace caso a las habladurías”.
Fuentes orales afirman que Miguel Febles Padrón fue de hecho un fiel practicante de los dogmas de Ifá, y que todos los días durante una larga etapa de su vida se despertaba  a las 4:00 AM, tal y como lo ordena uno de los códigos de conducta de Ifá, y se levantaba para barrer su casa.
Entre la forma de severidad que mostraba para aquellos a quienes estaba enseñando, se encontraba por tanto la disciplina de llegar puntualmente a su casa para trabajar las actividades sacerdotales de la gran cantidad de personas que con frecuencia llegaban a su casa buscando la solución de sus problemas. Odi Ká citaba a sus alumnos más allegados a una hora determinada, y si éstos llegaban con retraso, lo hacía esperar durante varias horas para integrarlos en los ritos que realizaba durante ese día, y de esta manera llegar a enseñarlos.

## Genealogía de Ifá de Miguel Febles Padrón
```
  Ouogueré Kó Kó Oyekun Meyi                      Joaquin Cádiz Ifá Omi Ogunda Teturá
           (Africano)                                           (Africano) 
                |                                                    | 
                |                                                    |
                |                                                    |
Eulogio Rodríguez Gaitán Ogunda Mafún                  Bernabé Menocal Babá Eyiogbe
            (Oyubona)                                            (Padrino)              
                |                                                    | 
                | _ _ _ _ _ _ _ _ _ _ _ _ _ _ _ _ _ _ _ _ _ _ _ _ _ _| 
                                          |
                                          |
                                          |
                          Miguel Febles Padrón Omó Odí Ká
```